# Krista Phillips
Krista Phillips, née le 18 mai 1988 à Saskatoon, en Saskatchewan, est une joueuse canadienne de basket-ball. Elle évolue au poste de pivot.

## Palmarès
- 3e du championnat des Amériques 2011